# Kleptobioza
Kleptobioza – zależność międzygatunkowa u owadów społecznych, w których jeden gatunek rabuje drugiemu zapasy pokarmu lub szuka pożywienia w jego stosach odpadków, jednakże nie ma swych gniazd w jego bezpośrednim otoczeniu.